# Phaedyma sarabaita
Phaedyma sarabaita är en fjärilsart som beskrevs av Felder 1867. Phaedyma sarabaita ingår i släktet Phaedyma och familjen praktfjärilar. Inga underarter finns listade i Catalogue of Life.